# Basslink

Leitungsverlauf durch die Bass-Straße

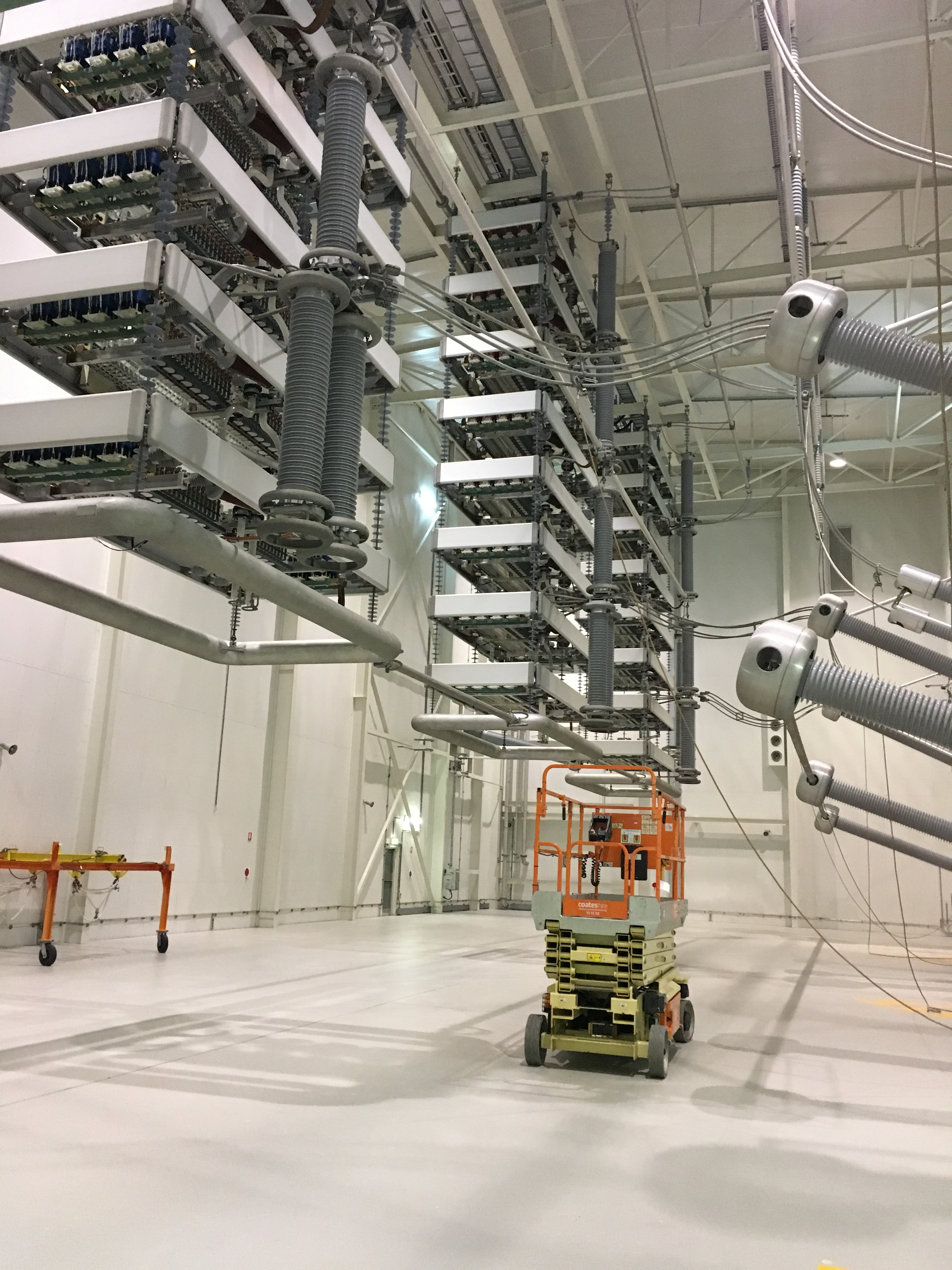
Halle der Stromrichterstation (in George Town) mit aufgehängten Thyristortürmen

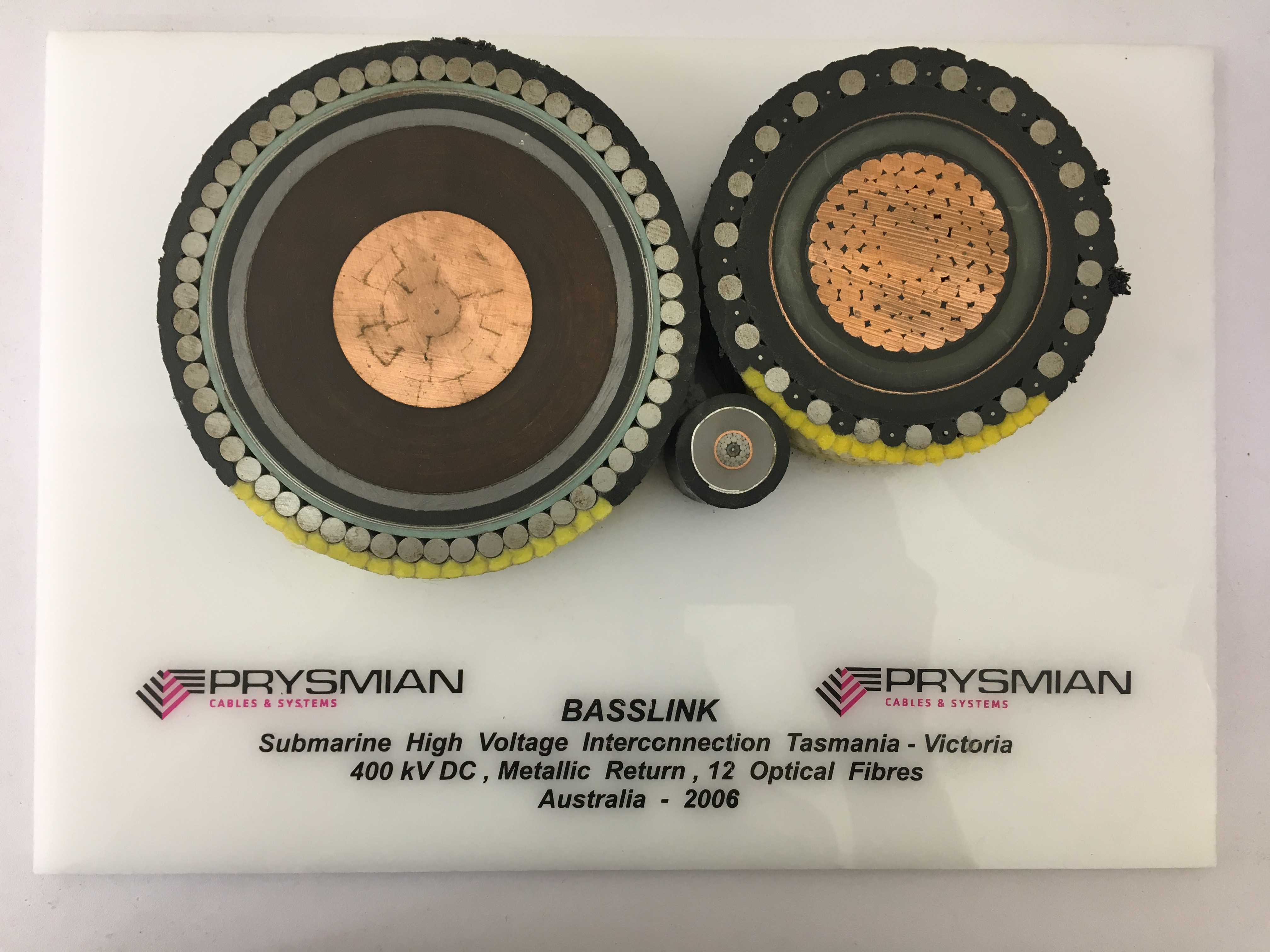
Schnitt des Basslink HGÜ Kabels

Basslink (englisch Basslink HVDC Interconnector) ist eine Hochspannungs-Gleichstrom-Übertragungsleitung (HGÜ) durch die Bass-Straße zwischen dem südöstlichen Australien und Tasmanien. 
Die insgesamt 374,7 km lange Leitung ist die erste und bisher einzige als Seekabel ausgeführte elektrische Kabelstrecke zwischen beiden Territorien. 290 km sind als Seekabel ausgeführt. Die Leitung führt von Norden aus von dem im australischen Bundesstaat Victoria gelegenen Stromrichterstation neben dem Kraftwerk Loy Yang nahe der Stadt Traralgon durch die Bass-Straße und endet in Tasmanien in der Stadt George Town. Neben der elektrischen Energieübertragung dient das Hochspannungskabel mit zusätzlichen Lichtwellenleitern auch zur Datenübertragung.

## Leistung
Die Leitung wurde in den Jahren 2003 bis 2005 errichtet. Sie war bei Eröffnung das längste Seekabel zur elektrischen Energieübertragung und wurde durch die 2008 eröffnete NorNed übertroffen. Der Basslink wurde am 29. April 2006 offiziell in Betrieb genommen. Die Dauerleistung, welche wahlweise von Tasmanien nach Australien oder von Australien nach Tasmanien übertragen werden kann, beträgt 500 MW. Kurzzeitig, für einige Stunden und bei geringen Außentemperaturen, kann die Leistung auf maximal 630 MW gesteigert werden. Die Leitung verbindet das in Tasmanien mit 220 kV Drehstrom betriebene Stromnetz mit den australischen Stromnetz, welches mit 500 kV betrieben wird. Die Anlage ist technisch als monopolare HGÜ für eine Gleichspannung von 400 kV ausgeführt und benutzt die Erdung als Retourleiter. Hersteller der Stromrichterstationen ist die Siemens AG.

## Geschichte
Die Datenverbindung über Basslink wurde im Jahr 2009 in Betrieb genommen und dient für Internetverbindungen und der datenmäßigen Anbindung von Tasmanien.
Am 21. Dezember 2015 wurde bekannt gegeben, dass Basslink für Reparaturarbeiten vorübergehend unterbrochen wird. Rund 100 km vor der Küste sei eine fehlerhafte Stelle in der Leitung entdeckt worden. Damals wurde der 16. März 2016 als Datum für die Wiederinbetriebnahme genannt. Im April 2016 wurden erste Reparaturabschnitte abgeschlossen. Die Fertigstellung wird nun für Juni 2016 erwartet. Die Unterbrechung der Stromleitung zwischen australischem Festland und Tasmanien verschärft die bereits seit Jahren bestehende tasmanische Energiekrise. Tasmanien bezieht seinen Strom hauptsächlich über Wasser- und Speicherkraftwerke, wobei Überschüsse bisher auf das australische Festland exportiert werden konnten. Bei niedrigen Wasserständen in Tasmanien wurde wiederum Strom aus Australien bezogen. Aufgrund der Leitungsunterbrechung sinken die Wasserstände in tasmanischen Stauseen ungebremst.

## Koordinaten
- Stromrichterstation LoyYang: 38° 15′ 45″ S, 146° 36′ 29″ O
- Stromrichterstation George Town: 41° 6′ 53″ S, 146° 53′ 31″ O